# ナイトアノール
ナイトアノール（学名：Anolis equestris）は、イグアナ科（アノールトカゲ科とする説もあり）アノールトカゲ属に分類されるトカゲ。

## 分布
キューバに自然分布。アメリカ合衆国（フロリダ州）等に移入

## 形態
全長30-50cmとアノールトカゲ属でも大型。メスよりもオスの方が大型になる。環境や体調、気分により体色を黄緑、深緑、褐色等に変色させることができる。
頭部は大型で、吻端は細長く尖る。頭部は骨質化し、大型であることもあり兜を連想させる。和名や英名のナイト（Knight）は「騎士」の意で、本種の兜のような頭部に由来する。尾はやや側偏する。
幼体の頭部は丸みを帯び、眼が大型。

## 亜種
11亜種に分けられるとされる。
- Anolis equestris equestris　Merrem, 1820 - 等

## 生態
森林や果樹園等に生息する。樹上棲。昼行性だが、昼間でも木陰でじっとしていることが多い。外敵に襲われると素早く逃げるか、口を大きく開けて威嚇し噛みつく。
食性は動物食で昆虫類、節足動物、小型爬虫類等を食べる。
繁殖形態は卵生で、1回に1-3個の卵を地中に産む。

## 人間との関係
ペットとして飼育されることもあり、日本にも輸入されていた。しかし2005年に外来生物法によりグリーンアノールが特定外来生物に指定され、同属種が未判定外来生物に指定されたことにより輸入はなくなった。さらに2008年に本種自体が特定外来生物に指定されたことにより、無許可での飼育、繁殖、譲渡、遺棄が禁止された。